# Pascale Breugnot
 (mars 2010).
Si vous disposez d'ouvrages ou d'articles de référence ou si vous connaissez des sites web de qualité traitant du thème abordé ici, merci de compléter l'article en donnant les références utiles à sa vérifiabilité et en les liant à la section « Notes et références ».
 (janvier 2015).
Pascale Breugnot est une productrice, réalisatrice et scénariste de télévision française.
D'abord remarquée comme documentariste sur des séries artistiques (Inventaire, le Musée imaginaire) et des grands documentaires de société tels que Sylviane, ta mère t’appelle (Prix de l'homme de la télévision) ou Si vous écoutiez vos enfants, elle a marqué la télévision des années 1980 et 1990 en mettant à l’antenne des émissions tournées vers l'intimité, où le voyeurisme n'était pas toujours absent. Sa carrière marque l'avènement de la télé-réalité en France.

## Biographie
Pascale Breugnot fait ses débuts de journaliste à l’Écho de la Mode en 1967 avant d'être engagée comme assistante de production au service de la recherche de l'ORTF (1970) puis productrice d'« émissions de société » (1972).
C’est Pierre Desgraupes qui l’appelle en 1982 à la Direction des magazines d'Antenne 2. Là, avec Bernard Bouthier, elle lance des émissions restées célèbres : 
- Moi je (1982), un magazine de société composé de petits documentaires chocs montrant l’air du temps ;
- Psyshow (1983), une émission qu’elle coprésente avec un psychiatre chargé de réaliser une sorte de psychanalyse en direct ;
- Sexy Folies (1986), la première émission parlant ouvertement de sexe à la télévision. Une émission à laquelle collaboreront France Roche, Mireille Dumas, Joëlle Goron, Sylvain Augier, Fabrice, Daniela Lumbroso, Philippe Guérin, etc. ;
- Gym Tonic (1984), émission de gymnastique présentée par Véronique et Davina ;
- Vive la crise (22 février 1984), émission exceptionnelle de pédagogie libérale présentée par Yves Montand et consacrée aux grands enjeux économiques des années 1980.

En 1987 elle quitte Antenne 2 pour TF1 et devient la « papesse » du « Reality show » avec des émissions telles que :
- Super Sexy (1988) qui est la suite de Sexy Folies ;
- Wiz qui peut (1988), télé-crochet animé par Jesse Garon, la discothèque Wiz (qui venait à l’époque de s’ouvrir rue de la Gaîté, dans le quartier du Montparnasse, sur l'emplacement de l’ancienne salle détruite de Bobino) étant le plateau de représentation des artistes ;
- Chocs (1989), magazine consacré aux faits divers et présenté par Stéphane Paoli ;
- Les 90 rugissants (1989), magazine proche de Moi je et présenté par Christine Bravo ;
- Mea Culpa (1992), magazine de conciliation ayant pour cadre des villages, présenté par Patrick Meney ;
- Perdu de vue (1990), émission de prime time animée par Jacques Pradel et dont le principe sera de réunir des familles séparées ;
- L'amour en danger (1991), magazine présenté par Jacques Pradel et Catherine Muller dont le but est d'évoquer les problèmes rencontrés par des couples qui acceptent d'en parler publiquement ;
- Témoin numéro 1 (1993), émission qui permit de résoudre une trentaine d'affaires criminelles, (certains parleront de délation) où Jacques Pradel et Patrick Meney rouvrent des dossiers criminels non élucidés, à la demande des familles ou des juges ;
- Tout est possible (1993), magazine bimensuel présenté par Jean-Marc Morandini et qui présente des personnages aux profils plus que particuliers !
- Pour la vie (1995), émission présentée par Valérie Pascale et Fabrice, permettant à des couples de se marier en direct ;
- Scène de ménage (1995), émission consacrée aux rapports entre les femmes et les hommes présentée par Caroline Loeb et Laurent Petitguillaume ;
- Unis pour vaincre (1995), émission de prime-time présenté par Jean-Pierre Pernaut venant en aide aux associations pour des grandes causes ;
- Le monde de Léa (1996), magazine hebdomadaire présenté par Paul Amar abordant divers sujets d'actualité.

En parallèle, elle crée une filiale de fiction pour TF1, "Banco Production" où elle crée les séries Une famille formidable, Le juge est une femme et Salut les homards.
En 1997, TF1 décide de tourner la page des reality shows et lance « la quête de sens » ! Pascale Breugnot se tourne alors vers l’univers de la fiction. Elle crée son entreprise Ego Productions :

## Productrice
- Une famille formidable (2006-, pour TF1)
- Alice Nevers, Le juge est une femme (pour TF1)
- Bien dégagé derrière les oreilles (pour France 3)
- Même âge, même adresse (2002, pour M6)
- Trois pères à la maison (pour M6)
- Tombé du ciel (pour France 3)
- Dalida (2005, pour France 2)
- Fête de famille (2006, pour France 2)
- La Maîtresse du président (2009, pour France 3)
- Notre-Dame des barjots (2010, pour France 2)
- L'homme de la situation (2011, pour M6)
- Blackout (2011, pour TF1)
- Doc Martin (2011, pour TF1)
- Tiger Lily (2013, pour France 2)
- La Famille Katz (2013, pour France 2)
- Diabolique (2016)
- Meurtres dans le Morvan (2018)
- Zone Blanche (2017-2019)